# Damarsari
Damarsari is een bestuurslaag in het regentschap Kendal van de provincie Midden-Java, Indonesië. Damarsari telt 2211 inwoners (volkstelling 2010).